# پاراگراف ۱۷۵

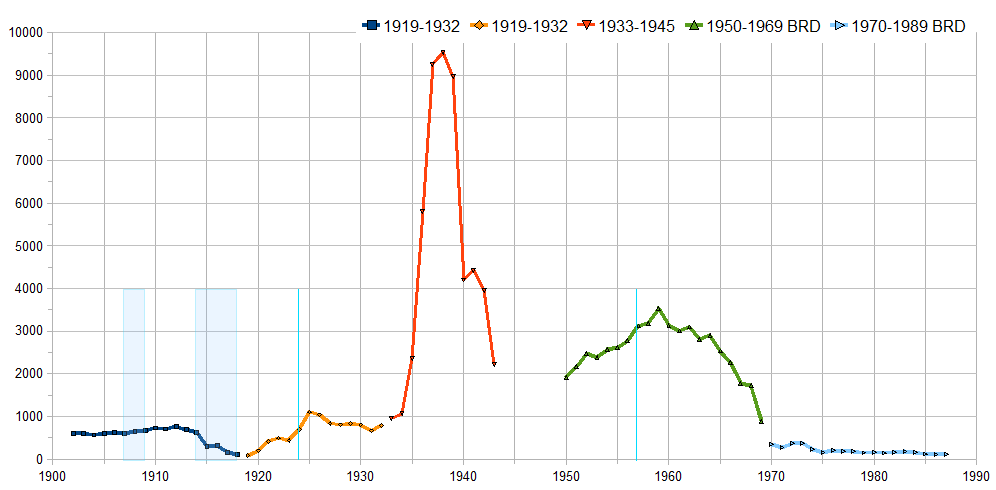
نمودار محکومیتها برپایه پاراگراف ۱۷۵. افزایش ناگهانی مربوط به دوره قدرت گرفتن نازیسم در آلمان است

پاراگراف ۱۷۵ یک بند از قانون کیفری آلمان از ۱۵ مه ۱۸۷۱ تا ۱۰ مارس ۱۹۹۴ بود که روابط جنسی میان مردان را تبدیل به جرم می‌کرد. در اصلاحات نخستین این بند همچنین حیوان‌خواهی، اشکالی از تن‌فروشی و سوءاستفاده جنسی از کودکان نیز جرم انگاری شده بودند.
در کل حدود ۱۴۰۰۰۰ مرد بر پایه این قانون محکوم شدند. این قانون همیشه بحث‌برانگیز بود و الهام‌بخش نخستین جنبش همجنسگرایان در آلمان شد که خواستار لغو آن بود. پاراگراف ۱۷۵ بارها مورد تغییر قرار گرفت. از جمله در زمان آلمان نازی در سال ۱۹۳۵ گسترش یافت و موجب بازداشت ده‌ها هزار مرد همجنسگرا شد که با مثلث صورتی نشان‌گذاری می‌شدند. تنها حدود ۴۰ درصد از مردانی که برپایه این قانون به اردوگاه‌های کار اجباری فرستاده می‌شدند زنده ماندند.
این قانون یکی از تنها قوانین دوران نازیسم بود که بدون تغییر در آلمان غربی مورد استفاده قرار گرفت و چندین بار اصلاح شد. در آلمان شرقی نسخه پیش از نازیسم مورد استفاده قرار گرفت. از سال ۱۹۷۳ میلادی جنبش همجنسگرایان در آلمان که این قانون را تبعیض آمیز می‌نامید، علیه آن به مبارزه پرداخت. پاراگراف ۱۷۵ سرانجام در سال ۱۹۹۴ میلادی از قانون آلمان حذف شد.
در سال ۲۰۰۲ مجلس نمایندگان آلمان بوندستاگ تمامی محکومیتها به موجب این قانون در دوران نازیها را لغو کرد. در سال ۲۰۱۶ وزیر دادگستری وقت آلمان هایکو ماس اعلام کرد که کشور آلمان در نظر دارد تمامی مردانی که به موجب پاراگراف ۱۷۵ محکوم شدند را عفو کند و خسارت‌های وارده به موجب این قانون را جبران کند. این اقدام در اکتبر ۲۰۱۶ تأیید شد و بودجه‌ای ۳۰ میلیون یورویی برای آن تعیین گردید.